# Красная Заря (Вологодская область)
Красная Заря — посёлок в Кадуйском районе Вологодской области.
Входит в состав Никольского сельского поселения (с 1 января 2006 года по 8 апреля 2009 года входил в Великосельское сельское поселение), с точки зрения административно-территориального деления — в Великосельский сельсовет. До 2 августа 2004 года посёлок входил в состав Енинского сельсовета Белозерского района.
Расположен на правом берегу реки Кумсара. Расстояние до центра муниципального образования села Никольское по прямой — 33 км. Ближайшие населённые пункты — Данилково, Жиделево, Кумсара.
По переписи 2002 года население — 9 человек.